# 富瓦伯爵加斯東四世
加斯東四世（法語：Gaston IV de Foix，1422年—1472年7月25日），富瓦伯爵，1436年至1472年在位。

## 家庭
1436年，加斯東四世與納瓦拉的萊昂諾爾結婚，兩人共有4子2女：
1. 加斯東（1445年—1470年）
2. 皮埃爾（英语：Pierre de Foix, le jeune）（1449年—1490年）
3. 瑪格麗特（英语：Margaret of Foix）（約1449年—1486年），與布列塔尼的法蘭索瓦二世結婚
4. 若望（英语：John of Foix, Viscount of Narbonne）（1450年—1500年）
5. 凱瑟琳（約1455年—1494年）
6. 雅各（1463年—1508年）